# 200 Motels
200 Motels je filmska glazba američkog glazbenika Frank Zappe koja se nalazi na filmu istoga imena 200 Motels, a izlazi u listopadu 1971.g. Album izdaje kompanija United Artist koja je snimila i film, međutim film nije nikada objavljen. Kritičari su bili vrlo podijeljeni u mišljenju ali su se svi složili da bi se Zappa trebao vratiti glazbi i njezinom stvaranju.

## Popis pjesama
Kuća Rykodisc izdaje reizdanje albuma na dva CD-a.

### Disk prvi
1. "Semi-Fraudulent/Direct-From-Hollywood Overture" – 2:01
2. "Mystery Roach" – 2:32
3. "Dance of the Rock & Roll Interviewers" – 0:48
4. "This Town Is a Sealed Tuna Sandwich " – 0:55
5. "Tuna Fish Promenade" – 2:29
6. "Dance of the Just Plain Folks" – 4:40
7. "This Town Is a Sealed Tuna Sandwich " – 0:58
8. "The Sealed Tuna Bolero" – 1:40
9. "Lonesome Cowboy Burt" – 3:54
10. "Touring Can Make You Crazy" – 2:54
11. "Would You Like a Snack?" – 1:23
12. "Redneck Eats" – 3:02
13. "Centerville" – 2:31
14. "She Painted up Her Face" – 1:41
15. "Janet's Big Dance Number" – 1:18
16. "Half a Dozen Provocative Squats" – 1:57
17. "Mysterioso" – 0:48
18. "Shove It Right In" – 2:32
19. "Lucy's Seduction of a Bored Violinist & Postlude" – 4:01

### Disk drugi
1. "I'm Stealing the Towels" – 2:15
2. "Dental Hygiene Dilemma" – 5:11
3. "Does This Kind of Life Look Interesting to You?" – 2:59
4. "Daddy, Daddy, Daddy" – 3:11
5. "Penis Dimension" – 4:37
6. "What Will This Evening Bring Me This Morning" – 3:29
7. "A Nun Suit Painted on Some Old Boxes" – 1:08
8. "Magic Fingers" – 3:53
9. "Motorhead's Midnight Ranch" – 1:28
10. "Dew on the Newts We Got" – 1:09
11. "The Lad Searches the Night for His Newts" – 0:41
12. "The Girl Wants to Fix Him Some Broth" – 1:10
13. "The Girl's Dream" – 0:54
14. "Little Green Scratchy Sweaters & Corduroy Ponce" – 1:00
15. "Strictly Genteel " – 11:08
16. "Coming Soon! " – 0:56
17. "The Wide Screen " – 0:57
18. "Coming Soon! " – 0:31
19. "Frank Zappa's 200 Motels " – 0:11
20. "Magic Fingers " – 2:57

## Izvođači
- Bob Auger – Projekcija
- Theodore Bikel – Govor
- Jimmy Carl Black – Vokal
- George Duke – Trombon, Klavijature
- Aynsley Dunbar – Bubnjevi
- Howard Kaylan – Vokal
- Barry Keene – Remix
- David McMacken – Dizajn, Ilustracija
- Patrick Pending – Zapisi
- Jim Pons – Glas
- Royal Philharmonic Orchestra
- Cal Schenkel – Dizajn
- Ian Underwood – Klavijature, Puhački instrumenti
- Ruth Underwood – Udaraljke
- Mark Volman – Vokal, Fotografija
- Frank Zappa – Bas gitara, Gitara, Producent, sinkronizacija teksta